# Thomasia purpurea
Thomasia purpurea är en malvaväxtart som först beskrevs av William Townsend Aiton, och fick sitt nu gällande namn av Claude Gay. Thomasia purpurea ingår i släktet Thomasia och familjen malvaväxter. Inga underarter finns listade i Catalogue of Life.